# トマス・クロフトン・クローカー

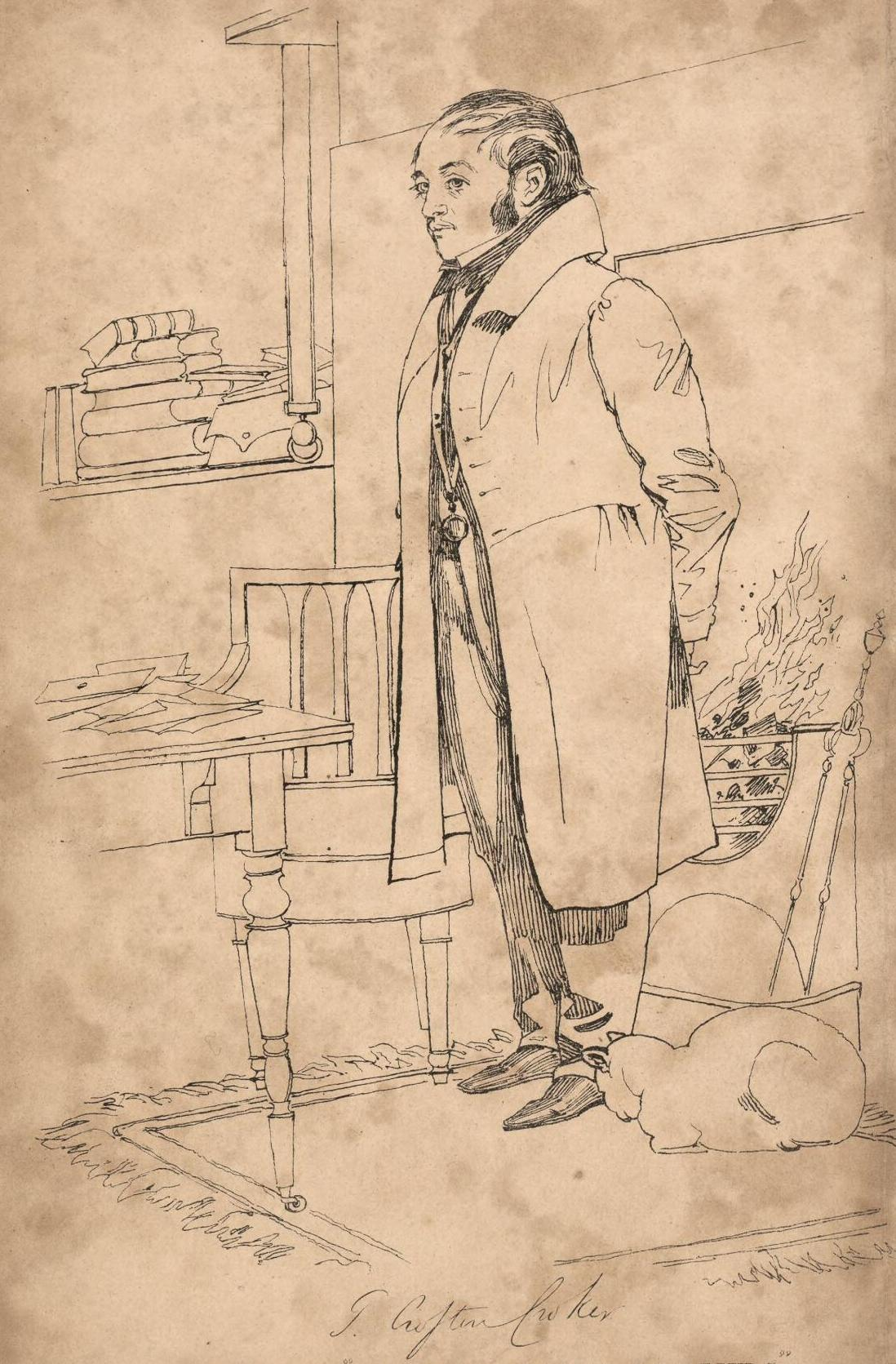
クロフトン・クロッカー（自宅にて）— ダニエル・マクリースによる肖像描画、1829年3月

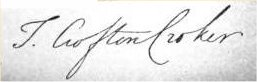
T・クロフトン・クローカーの署名

トマス・クロフトン・クローカー （Thomas Crofton Croker 1798年1月15日–1854年8月8日）はアイルランドの好古家、民間伝承、民俗の採集家。 主な著は『アイルランド南部の妖精伝説と伝承』（1825–8年）。

## 来歴

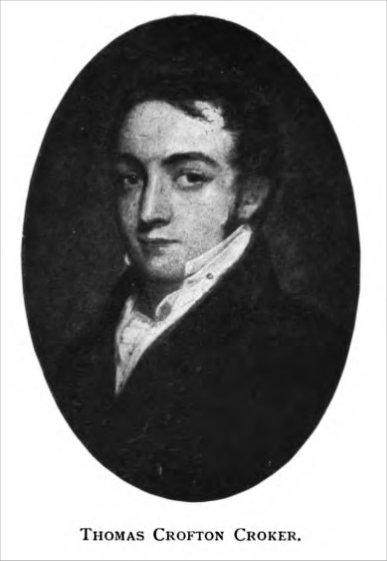
クローカー。一族所有の肖像画。

1798年、アイルランドのコーク市に生まれる。15歳で、商社に丁稚奉公。1812–1815年間にアイルランド南部を旅し、伝説や歌謡の収集を始めた。1813年にコーク市で採集したアイルランド語挽歌を英語に散文訳し、1815年、「モーニング・ポスト」誌に発表した。これがリチャード・セントヒルを介して1817年、詩人のジョージ・クラブに着目される。
クローカーは若かりき頃は画才を発揮し、1817年にコークで展示されたことがあるが（パイロットボートのペン描画）、のちに美術を捨て文芸の道を選んだ。
1818年頃クローカーはトマス・ムーア宛てに採集したアイルランド古謡や詩の断片を送り付けた。この資料はムーアの『アイリッシュ・メロディーズ（アイルランド歌曲集）』で採用され、クローカーは招待を受けてロンドンに移住した。
父親が1818年3月22日に死去し、遺産管理が遠戚（あるいは無縁）のジョン・ウィルソン・クローカーに託された。同氏はイギリス海軍本部秘書官で、トマスに事務員の仕事を手配したが、トマスはこの役職を30年間勤め上げ、1850年に引退している。
身長は4フィート10.5インチ (1.49 m)と短躯で、ウォルター・スコットの日記には、"侏儒（ドワーフ）のように小柄で、鷹のような鋭い目、じつに好感がもてるただずまい―トム・ムーアのような"と記録されている。
クローカーは半生を、古来のアイルランドの詩歌やアイルランドの民間伝承を収集することに費やした。

### 処女出版本
最初に出版した書籍『アイルランド南部の研究調査』 （Researches in the South of Ireland、1824年） で、クローカーは当時の好古家たちから、一目置かれるこ存在となった 。クローカーの序文によれば、将来の妻と義理の兄となるニコルソン令嬢（1791年生）とアルフレッド・ニコルソン（1788–1833年）が。この本の取材旅行に同伴し、それらの鉛筆画がこの本で挿絵に使われた。

### 妖精伝説
クローカーの次作『アイルランド南部の妖精伝説と伝承』（Fairy Legends and Traditions of the South of Ireland、1825–1828年）は、たちまち大好評を博した 。クローカーの業績のうちで最重要たる金字塔、と評価される。当時の文芸界の大家ウォルター・スコットも、この業績を祝福する書簡を送り、自身の作品のなかでもこの『妖精伝説』に好意的に触れている.。
『妖精伝説』第１部は1825年に出版され、グリム兄弟によってドイツ語に翻訳された（『de:Irische Elfenmärchen』、1826年）。日本ではこれの藤川芳朗による重訳『グリムが案内するケルトの妖精たちの世界』（2001年）が刊行されている。1828年には第２部と第３部が続いた。第２部は、新たな民話を収載した続編であるが、第３部は、趣を異にして、グリムの妖精論（上述訳書の序）と、匿名の女性文通相手によるウェールズの妖精についての概論を合わせてまとめたものである。
『妖精伝説』初版は、W・H・ブルックによる木版画を掲載。 第2版からは、同郷コーク出身のダニエル・マクリースの原画による挿絵が加わったが、版画を作成したブルックの意匠が多分に反映されているという 。第3版は、1834年に3部を1冊にまとめて刊行された。19世紀に6版の重版を経ている
この作品は、より広範な読者層をアイルランド民話に惹きつける役割を果たしたとされ、それは英語圏にとどまらず、さらに海外にも影響した。しかしクローカーは、もとの民話を自分の意向に沿って改変したため、それが文芸的すぎる、あるいはわざとらしく滑稽話に仕立てられている、などの批判がされる。

#### 共著者の位置づけ

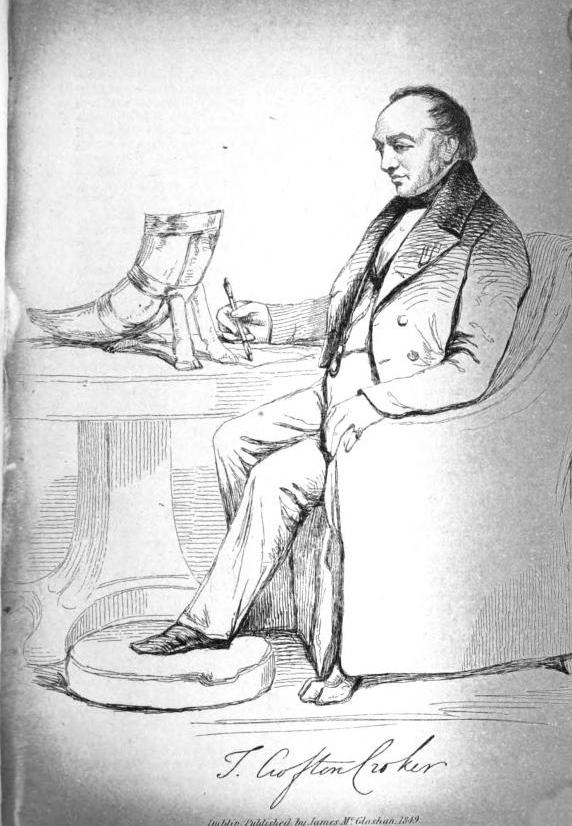
座した肖像—『'Dublin University Magazine』 （1849年）

じつはクローカーがそもそも出版するはずだった『妖精伝説』がどのような作風・内容だったかは鮮明でない。なぜなら、草稿を紛失してしまったからである。しかし、収載予定の民話は、ある程度知られたものであったため、複数の協力者を頼りに、なんとかこの作品を再現することを果たした。そのときの貢献者は、ドクター・マギンことウィリアム・マギン、法律家のデビッド・リチャード・ピゴット、友人ハンフリーズ、トマス・カイトリー、キラーニー在住のR・アドルファス・リンチ等である。共同作品の初版ではクローカー自身や協力者たちの著者名が記載されなかった 。貢献者のジョセフ・ハンフリーズは、クエーカー信者で、クローカーが1812–1815年間に伝承を採集して旅したときの同伴者である。また、サミュエル・カーター・ホールも、自らが2編の説話の貢献者だったと名乗り出ており、チャールズ・ドッド (政治記者)。
『妖精伝説』では、第1編の「ノックシーゴウナの伝説」（The Legend of Knocksheogowna）他3編がマギンの執筆とされており、このなかには一躍有名となった「ダニエル・オルーク」（Daniel O'Rourke）も含まれる 。だがクローカーによれば、「ダニエル・オルーク」はハンフリーズの筆跡の原稿をマギンが仕上げ、これにさらに自分が手を加えて最終版が完成したとされている。 このように、いくつかの段階で民話に修正が加わることは、現代の民話学界では忌避されるが、当時はグリム兄弟なども同様の手法を取っていたことが指摘される。
クローカーは、結局1828年の『妖精伝説』第2版においてこれを自作として手柄を一人占めし、売上収入も独占して分配しなかった。そのことをほとんどの寄与者たちは黙認したが、カイトリーだけは、事を公にして反発した。そのカイトリーは、独自の著書として『フェアリー神話学』（Fairy Mythology）を1828年に発表した。
クレームをつけられたクローカーは、1834年の第3版で、著作の争われる説話を除外し収載話数を50から40編に減らし 、解説メモの大部分も削除した 。比較文学的なメモは、カイトリーが提供したものだと主張していたのである。このように当初は、二人間で紛争の態をなしていたが、カイトリーは自著の1850年版では言葉を和らげ、クローカーを友と称し、カイトリーがその研究を本として発表できたのも、クローカーからの説話採集の依頼がきっかけであったと述べている。

#### ダニエル・オルークの舞台化
クローカーは「ダニエル・オルーク」を クリスマス・パントマイム向きの劇として「ハーレクインと鷲」（Harlequin and the Eagle）の題名で翻案し、これが1826年末よりアデルフィ劇場で上演された。これは俳優のダニエル・テリーのために書かれた台本だが、テリーはウォルター・スコットの友人で、同上劇場の所有者となったときにスコットからも多額の援助を受けていた。スコットは、クローカーと会ったとき、このパントマイムを絶賛している。「ダニエル・オルーク」はスコットが劇にしてみてはどうかと提案したという逸話になっているが、『妖精伝説』の解説にもあるように、クローカーにはもとより舞台化を考えていた。台本は、『ダニエル・オルーク、または、あるパントマイムの韻文』（Daniel O'Rourke, or Rhymes of a Pantomime）という題で刊行され、1828年には重版が刷られた。

### 湖水の伝説
第三に刊行した書籍、『湖水の伝説』（Legends of the Lakes、1829年）は 、評論家の評価も冷ややかで、売上実績も失望的に終わった。これは風光明媚のキラーニーの景勝を、ガイドが伝説を交えて、地元訛りで語りながら案内するという設定の作品であった。バグパイプ関連や音楽史としては、クローカーの友人のイリアン・パイプス奏者 James Gandsey の音楽談が注目に値する。

### 以後の人生

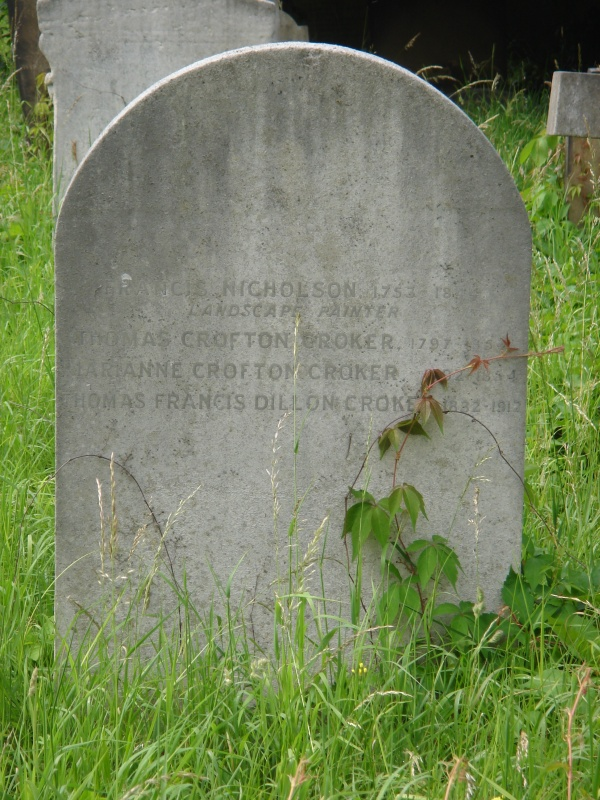
ロンドンのブロンプトン墓地にある墓碑

クローカーは1830年にフランシス・ニコルソンの娘マリアンヌ・ニコルソン（1792–1854年）と結婚。一児トマス・フランシス・クロフトン・クローカーをもうけている。
クローカーはカムデン協会（1838年）とパーシー協会 の設立に貢献している。
のち『アイルランド南部の哀歌』（The Keen of the South of Ireland、1844年）をパーシー協会の刊行物として編纂している。ここに収載された最初の一篇（序文にある、フローリー・サリヴァンの死を悼んだ母の哀歌）は、1813年にクローカーが、コーク県ゴエイン・バッラで採集し、英訳を起こしたもので、1815年に『モーニング・ポスト』誌に掲載されたものである。これは上述したように、1817年に詩人のジョージ・クラブ の知ることとなり、クラブの助言をうけ、クローカーは哀歌の訳から虚飾をはぶき、より簡素で原文に近いものに修正したとされる。クローカーはあたかも自分で哀歌を訳したように装っていたが、実際はアイルランド語に堪能ではなく、1817年頃に取材したハリングトン夫人（やその他、後年に知己を得た地元人）より得た哀歌の英訳に頼っていた。
クローカーとその妻による葬儀の習慣、特に故人を哀悼する伝統についての証言は、アイルランド語の哀歌と伝統に対する最も早い年代の、最も重要な貢献の一つである。
1854年8月8日に死去。ロンドンのブロンプトン墓地に埋葬された。 その妻は、その後間もない1954年10月6日に亡くなっている。

## 分析

### フォークロアに対する姿勢
クローカーがフォークロア（民間伝承）をありのままには伝えず、自身の作風や脚色を織り込んだことは、多くの解説者が指摘している。 このように民話と文学を混合したような文芸活動は、当時、スコットランド出身のウォルター・スコットなども行っていた。ただ、クローカーの場合は、自分が好古家であるという意識から、昔ながらの伝承が浸透したアイルランドの一般人たちを見下すような態度が顕著だった。
クローカーは、アイルランド人と言ってもアングロ=アイルランド人の社会階層にあった（カイトリーに同じ）。イエイツの（より辛辣な）言を借りるなら、"クローカーやラヴァーは、そのアイルランドの上流階級のそそっかしい考えに染まりきって、（アイルランドの民間伝承の）何でもかんでもをユーモア的に眺めていたのだ"。民間伝承を恣意的に滑稽化したとの批判は、例えば民話学者のショーン・オサリヴァンも述べている。イエイツは、この点についてかなり執拗である。クローカーの階級は"我が国（アイルランド）を諧謔家（ユーモリスト）のアルカディア"とみなしていた、と述べ、初期の民話収集家の"業績には、上昇階級やら有閑階級のカッコつけや浅はかさがあって、クローカーにおいては、いたるところで美化－優雅なアルカディア風の美化がされている"と続けている。そうしたアルカディア風（のどかな、田園詩風）な感性で書いていたが、1840年代にアイルランドを襲ったジャガイモ飢饉や、それに続きアイルランド青年団の反乱 (1848年)の際の檄文を目にした時点で、そのような浮ついた憧憬の"バブルははじけ"ざるを得なかったのだ、とイエイツは言う。
文学者ニール・C・フルティンは、これに対して弁護の論陣を張っている。フルティン氏は、アイルランド庶民の訛りなど諧謔的描写についてアイルランド系の論客たちが憤慨していることは承知しているが、それゆえクローカーの無神経な人格が証明されたような主張については消極的・否定的である。フルティンはオーバーと共著した序文においてははっきりと、クローカーは農民に対して真摯なる愛着をみせた人物で、アイルランドがおかれた弾圧に対しても共感していたと述べている。フルティンとオーバーの両氏の分析では、アイルランド人には一方では"聡明で敏感 （intelligent, sensitive）"、他方では"意固地で暴虐的（headstrong, violent）"という双極的なイメージ（ステレオタイプ）がつきまとっており、そのはざまでクローカーは手段をもてあましていたのだと弁明している。

### 古文書の蔑視
クローカーはまた、アイルランドに伝わる年代記などの史料を低く見ていた。すなわち『フォーマスターズ年代記や、バリモートの書などの写本であるが、それを"坊主めいた史記"とか"遺物"とけなし、"無知と迷信の時代からの伝説的な記録が全て失われたとしても"、アイルランド史にさしたる影響はないとまで極言した。
クローカーは自分がアイルランドの古文書でも熟読できるかのように装っていたが、そのじつアイルランド語の能力は限られていたことが露呈していると指摘される 。

## 著作
クローカーの息子によれば、『Barney Mahoney』 （第2版、1832年）と『My Village versus our Village』（1833年）の2作はじっさいはクローカー夫人（マリアンヌ・クローカー）が執筆した作品である。
- 『Researches in the South of Ireland （アイルランド南部の研究）』 （1824年）[57]
- 『Fairy Legends and Traditions of the South of Ireland（アイルランド南部の妖精伝説と伝承 ）』、3巻。（1825年–1828年）[58]藤川芳朗による邦訳「グリムが案内するケルトの妖精たちの世界」、 2001年 、草思社 があるが、その底本はグリム兄弟の『Irische Elfenmärchen』で、原著1巻の半分ほどの話が収載されている。
- 『Daniel O'Rourke』 （1828年）[59]
- 『Legends of the Lakes, or Sayings and Doings at Killarney』（1829年）[60]
- 『Popular Songs of Ireland』 （1839年）[61]
- 『The Keen of the South of Ireland』（1844年）[62]
- 『Popular Songs, Illustrative of the French Invasions of Ireland』, Parts I–IV. (1845–1847), repr. (1847)[63]

この他の書籍や、かつて投稿した雑誌の列挙がクローカーの息子の回顧録にみつかる。